# Фороні (Верона)
Футбольний клуб «Фороні» — неіснуючий італійський жіночий футбольний клуб з Верони.

## Історія
Заснований у 1989 році як «AC Foroni», він дійшов до Серії А в 1999 році, незабаром ставши одним з провідних жіночих футбольних клубів Італії у першій половині 2000-х років, вигравши два чемпіонати в 2003 та 2004 роках, яким передували дві срібні медалі та національний кубок 2002 року. Як національний чемпіон, клуб отримав право представляти Італію в Кубку УЄФА 2003—2004 року, однак був розформований в середині 2004 року.

## Відомі гравці
Серед відомих гравців команди ― Паола Брумана, Еліса Кампорезе, К'яра Гаццолі, Ріта Гуаріно, Катія Серра, Сімона Содіні та Алесія Туттіно.

## Досягнення
- Чемпіон Серії А (2): 2003, 2004
- Володар Кубку Італії (1): 2002
- Володар Суперкубку Італії (2): 2002, 2003

| Сезон   | Змагання               | Етап          | Результат | Суперник        |
| ------- | ---------------------- | ------------- | --------- | --------------- |
| 2003/04 | Кубок УЄФА серед жінок | Груповий етап | 10-0      | Осієк           |
| 2003/04 | Кубок УЄФА серед жінок | Груповий етап | 0-0       | Енергія Воронеж |
| 2003/04 | Кубок УЄФА серед жінок | Груповий етап | 4-0       | Феміна Будапешт |